# Kolej Parkowa Katwijk w Lejdzie
Kolej Parkowa Katwijk w Lejdzie (niderl. Stoomtrein Katwijk Leiden) – kolej parkowa wraz z narodowym muzeum kolejnictwa wąskotorowego (Nationaal Smalspoormuseum), zlokalizowana w Lejdzie (Holandia), wokół zbiornika Valkenburgse Meer, wzdłuż kanałów Molensloot i Zijwatering.

## Historia
W 1970 powstała Fundacja Holenderskiej Kolei Wąskotorowej (Nederlandse Smalspoorweg Stichting, skr. NSS), mająca na celu ratowanie, gromadzenie i eksponowanie taboru wąskotorowego, bardzo niegdyś rozpowszechnionego na licznych w Holandii kolejach publicznych i przemysłowych. Od początku swej działalności członkowie NSS dążyli do pokazania publiczności lokomotyw i wagonów wąskotorowych w stanie czynnym i w ruchu. W tym celu przejęto i wykorzystano dawną sieć wąskotorową (przemysłową) Leidsche Duinwater Maatschappij (LDM), która znajdowała się na wydmach w pobliżu Katwijk. Na tej sieci uruchomiono przewozy turystyczne począwszy od lata 1973. Kolekcja stale się rozrastała i wkrótce przestała się mieścić w magazynie siedziby LDM. Co więcej, w związku z ciągłym powiększaniem się kolekcji zdjęć, książek i historycznych narzędzi zrodził się pomysł założenia dużego muzeum kolei wąskotorowych. Możliwość taką stworzono wokół Valkenburgse Meer. W sierpniu 1992 ostatni pociąg wyjechał na trasę LDM przez wydmy, po czym nastąpiła przeprowadzka kolekcji do Valkenburga. Stworzono tam placówkę muzealną, zbudowano trzykilometrowy tor, a cztery parowozy otrzymały nowe kotły i nadawały się do służby czynnej. Kolejne lokomotywy są odnawiane na bieżąco, a torowisko wydłużono o kilometr (planowane jest jego dalsze przedłużenie do Panbos). W ramach skansenu eksponowane są zabytkowe wagony, lokomotywy parowe oraz spalinowe.

## Galeria

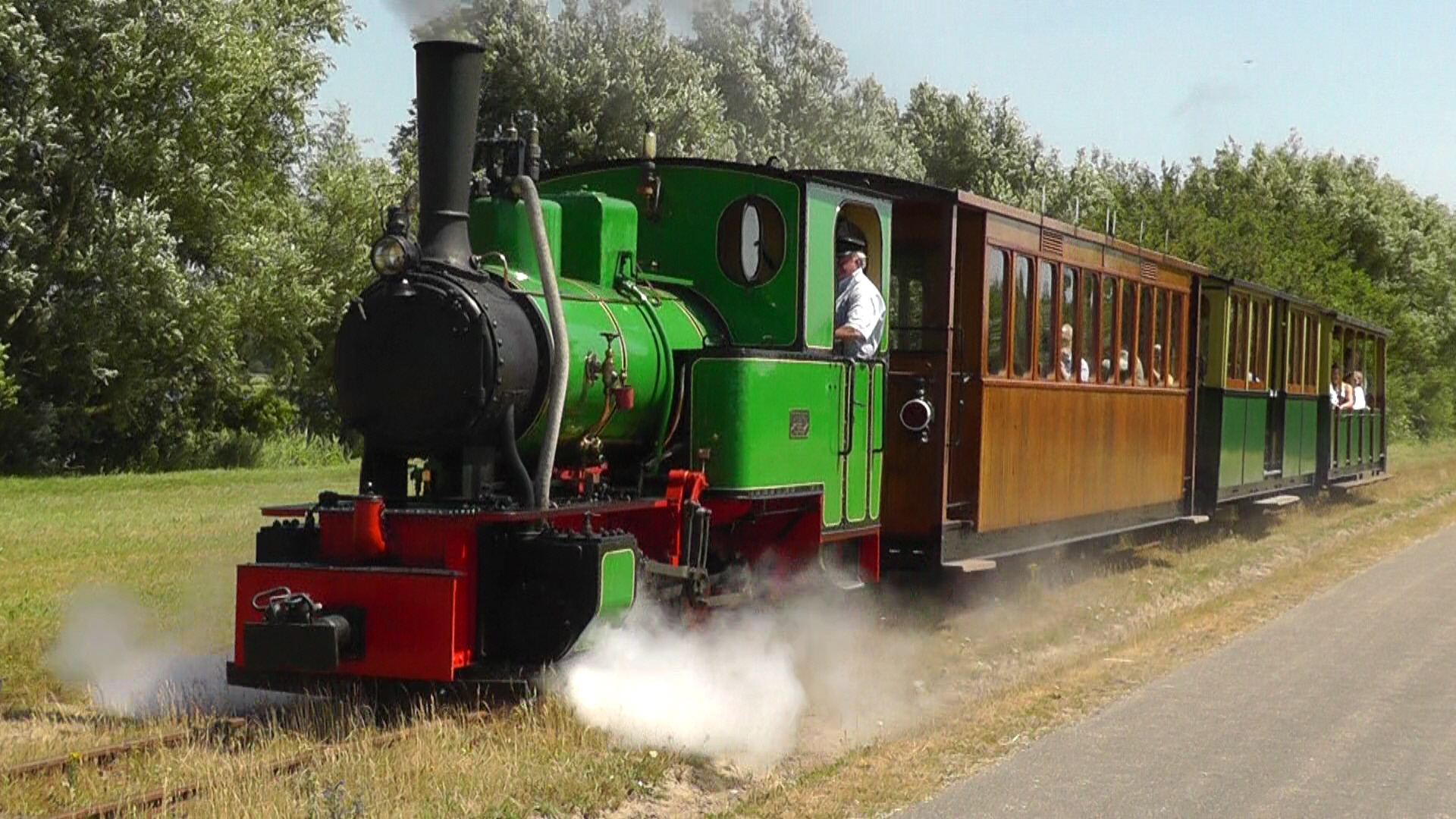
Henschel & Sohn 0-4-0WT 21147 nr 8 na trasie
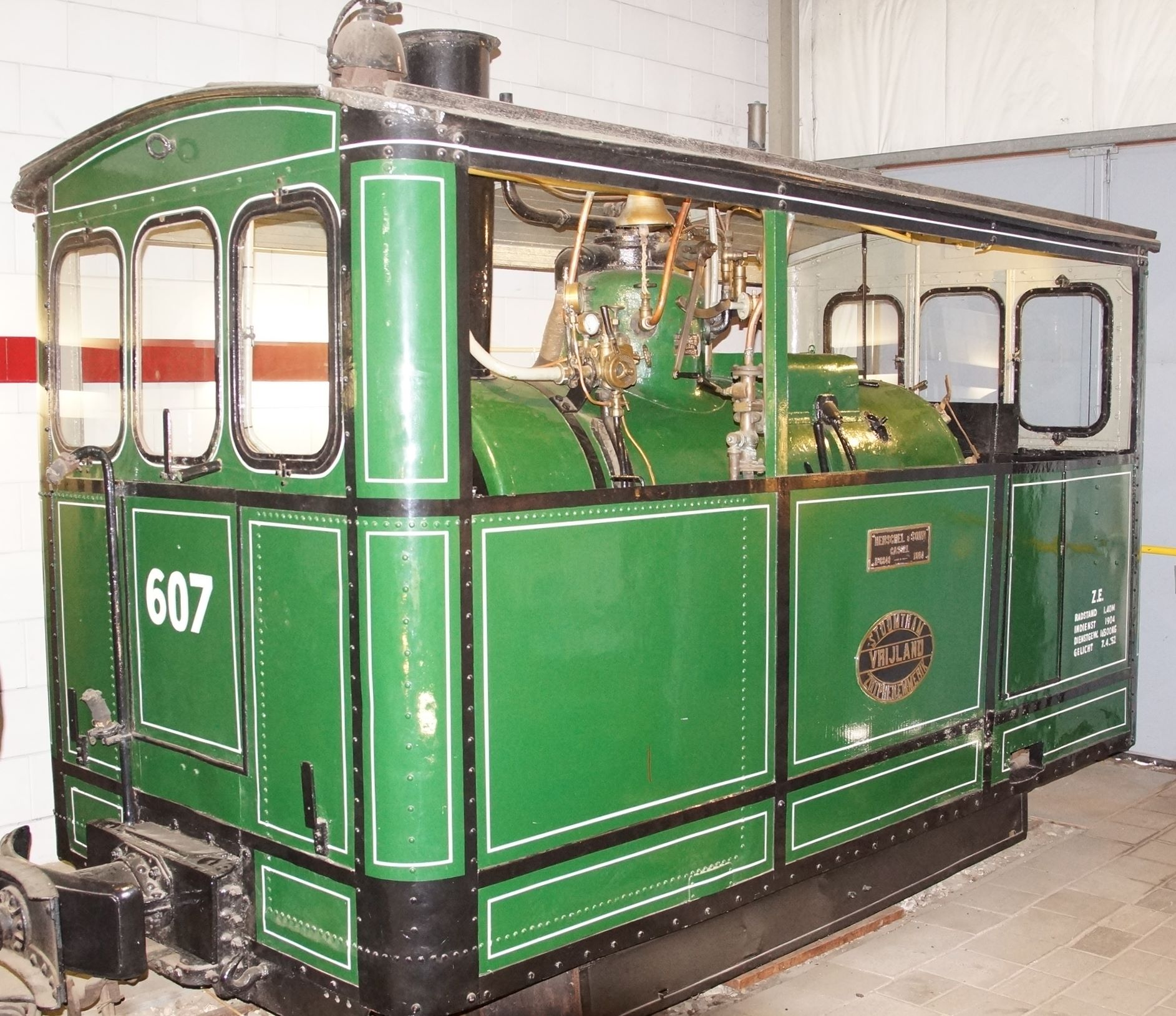
Tramwaj parowy Henschel & Sohn 6848 (rozstaw 750 mm)
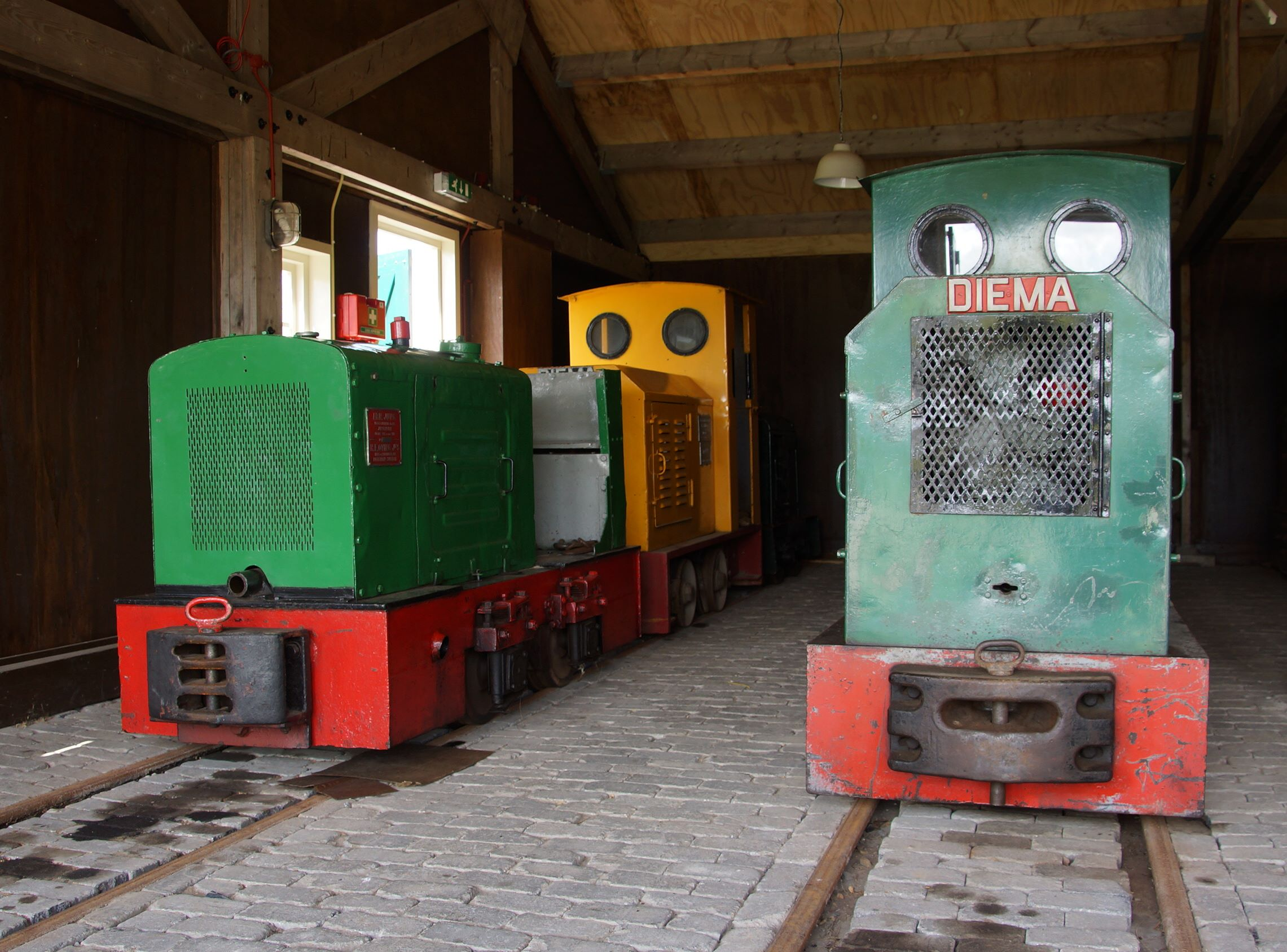
Ekspozycja lokomotyw spalinowych
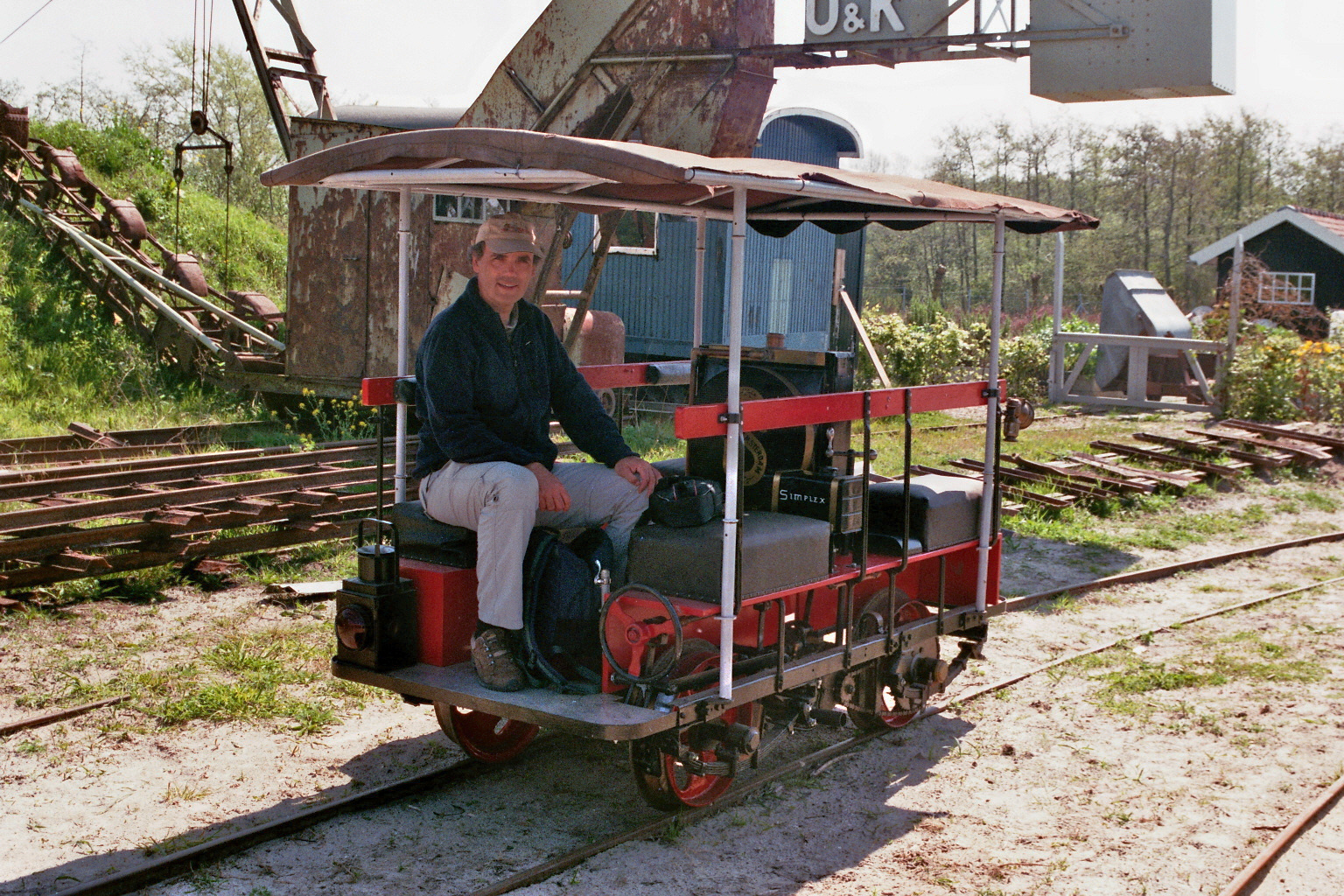
Drezyna spalinowa